# Władimirowo (obwód Chaskowo)
Władimirowo (bułg. Владимирово) – wieś w południowej Bułgarii, w obwodzie Chaskowo, w gminie Topołowgrad.